# Calore Lucano
Der Calore Lucano ist ein Fluss in Südwestitalien.

## Geografie
Der Fluss entspringt im Hochgebirge des Cilento nahe dem Monte Cervati. Er fließt im Bereich des Gebirges zunächst in nördlicher Richtung vorbei an den Gemeinden Laurino, Felitto, Aquara und Castelcivita. In der Ebene des Sele verläuft er dann in westlicher Richtung noch eine Weile Parallel zum Sele, um sich dann etwa 5 Kilometer vor der Mündung des Sele ins Tyrrhenische Meer mit ihm zu vereinigen.

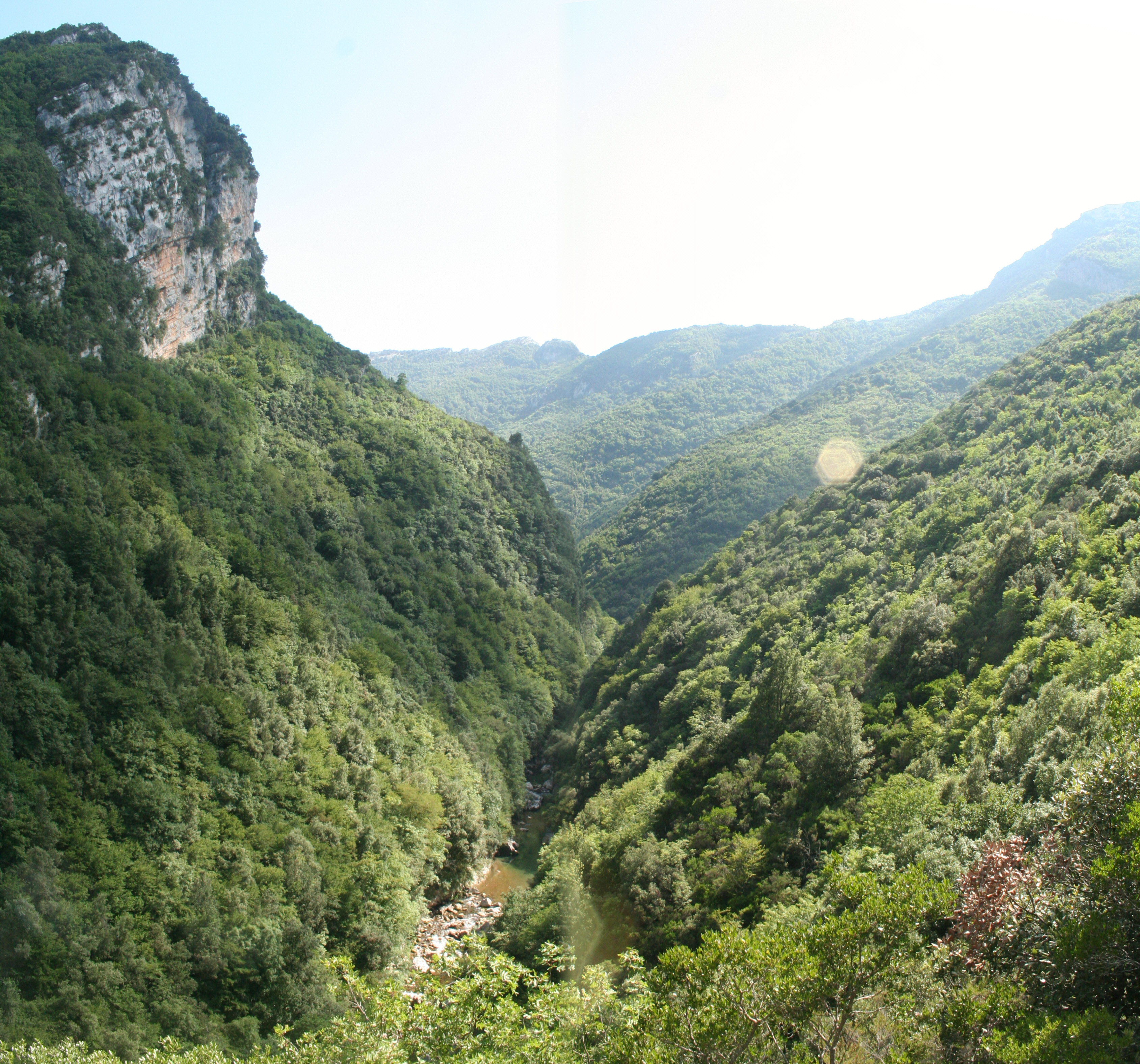
Calore-Tal bei Felitto

## Hydrologie
Das Wasser des Calore Lucano kommt zum einen aus der Quelle, des Weiteren speisen zahlreiche Zuflüsse den Fluss, die zumeist ebenfalls den nördlichen Teil des Nationalpark Cilento und Vallo di Diano entspringen. Die durchschnittliche Wassermenge in diesem Fluss beträgt 29,30 m³ pro Sekunde.